# Radoviš
Radoviš o Radovish (macedonio: Радовиш) es una ciudad situada al sureste de Macedonia del Norte, cabecera del municipio homónimo. Aunque la ciudad se sitúa a 380 m sobre nivel del mar, está rodeada por numerosas montañas. El clima de Radoviš es mediterráneo continental.
Las principales industrias en la ciudad de Radoviš son tabaco, textil, metalúrgicas y agrarias.

## Galería

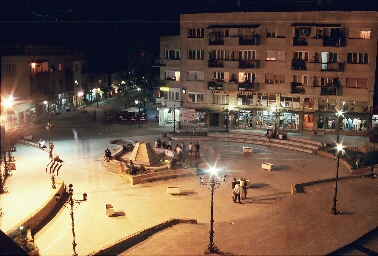
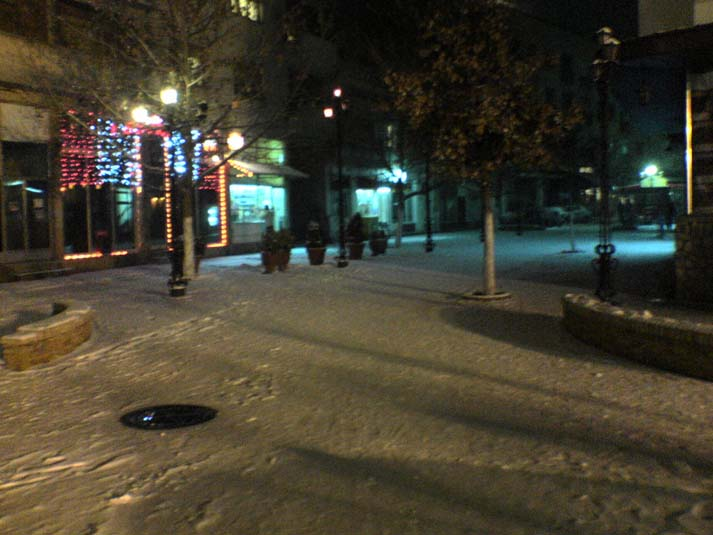
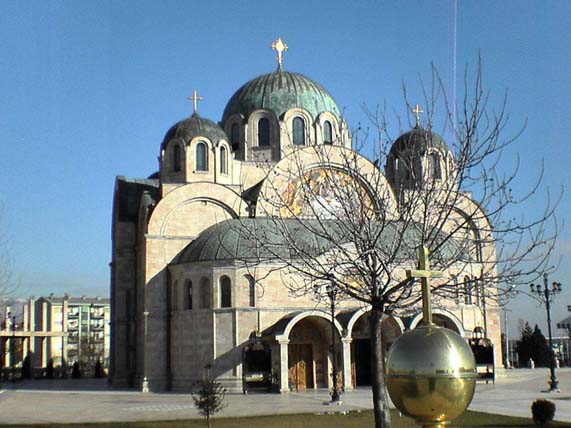

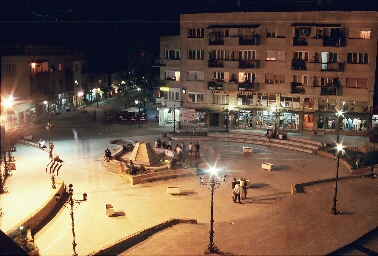
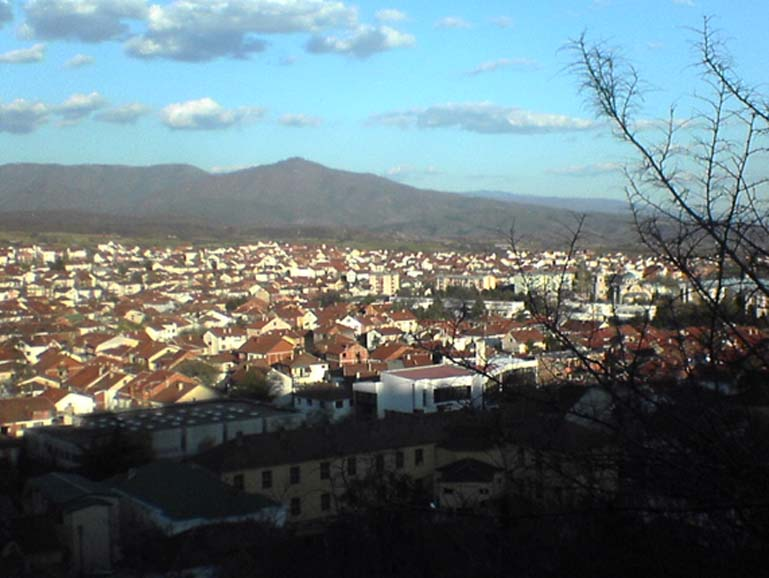
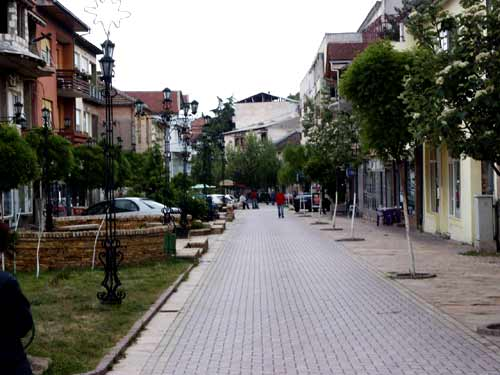

## Demografía
| Gráfica de evolución de Radoviš entre 1948 y 2002 |
|                                                   |